# Хиндорфф, Сильвия
Сильвия Хиндорфф (нем. Silvia Hindorff, род. 27 июня 1961, Зебниц, ГДР) — восточногерманская спортивная гимнастка.
Бронзовая медалистка Олимпийских игр 1980 года в Москве в командных соревнованиях (в составе команды ГДР). По личной сумме стала 21-й и в финал в многоборье (а также ни в одном из отдельных видов) не вышла.
Кроме того, годом и двумя ранее, в 1978 году в Страсбурге и в 1979 году в Форт-Уорте, завоевывала с командой бронзу чемпионатов мира.